# Миодраг Драганић
Миодраг Драганић (Кусић, 26. децембар 1948 — Београд, 18. август 2008) био је један од првих приватних српских издавача после Другог светског рата.

## Живот
Миодраг Драганић се читавог живота бавио издаваштвом, али је 1988. године, укључујући дугогодишње искуство, које је стицао у издавачким Просвета из Београда и Просвјета из Загреба, основао Издавачку кућу „Драганић" и, са неколико истакнутих издавача, отворио пут за еманципацију приватног издаваштва у Србији, у складу са променама које су контроверзно утицале на настајућу друштвену, политичку и културну стварност.
Миодраг Драганић је делио судбину пионира српског приватног издаваштва на крају двадесетог века, изложених друштвеним и економским нестабилностима, последицама рата и променама културне климе. Иако није имао илузије да ће његов подухват брзо донети спектакуларне резултате, Миодраг Драганић је са изузетном посвећеношћу стварао издавачку политику засновану на озбиљном раду, на окупљању стручних сарадника и на разумевању потребе да књига, у свим аспектима, мора бити квалитетно урађена. Отуда су међу његовим сарадницима, приређивачима и ауторима Радивоје Константиновић, Драгиша Живковић, Маркo Вишић, Мићa Јовановић, Дејан Медаковић, Динкo Давидов, Драган Недељковић, Душан Иванић, Гојкo Тешић, Александaр Јерков... а међу књигама које је објавио и дела Десанке Максимовић, Милорада Павића, Добрице Ерића, Милоша Црњанског, Душана Радовића, Милована Данојлића, Воје Чолановића, Јовице Аћина...
У првим годинама, Издавачка кућа „Драганић" је са посебном пажњом стварала библиотеку „Наслеђе“, која данас броји неколико десетина монографија и спада међу најугледније посреднике српског културног наслеђа. Историја Београда, Српско сликарство у доба Краља Милутина, Светила Фрушке горе... само су неке међу бројним књигама библиотеке. Монографије о банатским и фрушкогорским манастирима улазе у ред највиших културних достигнућа, како у стручном, тако и у финансијском смислу, као и монографије о сликарству на стаклу код Срба, Антологија српског наивног песништва и сликарства итд. Драганић је објавио више од 1.500 наслова.
Миодраг Драганић је заступао становиште да књига мора бити комплементарна са њеном стручном и научном интерпретацијом, те тако његова библиотека „Наследства“, у којој су најбитнији домаћи и светски класици, са изузетним поговорима, избором критике, литературом, улази у ред најквалитетнијих лектира на српском језику која може бити на располагању најпробирљивијим читаоцима. Еп о Гилгамешу, дела Хесиода, Сервантеса, Флобера, Кафке, Глишића, Лазаревића, Костића, Растка Петровића, Црњанског, Борхеса, Тишме и многих других сведоче о томе. Миодраг Драганић је неговао књигу као сабиралиште знања и естетске културе, али и као трајан и добро обликован предмет, о чему сведоче и Сабране песме Васка Попе или репрезентативна издања Доситеја или Стерије.
Многа издања књижевности за децу, приручници, правна  литература, песничке књиге, актуeлни романи страних и домаћих аутора, од Библиотеке 24, Плавог круга до Зеленог чардака, сведочиће о Миодрагу Драганићу као значајном и изузетном заступнику књиге у нашој култури. Када се склопе корице, између Драганићевих страсти, да не прекине везе са својим Кусићем, његовим коњима, и напора да се не преда у одбрани вредне и корисне књиге за нашу културу, остаће нам сведочанство о издавачу који је достојан да буде у кругу најзаслужнијих, бар на крају двадесетог века, оних који су отискивали бесконачне странице побуђујући нашу страст за знањем и памћењем.
Миодраг Драганић је као издавач добио многе домаће и међународне награде за издаваштво, на Међународном сајму књига у Београду, Нишу... Једна од њих је и награда Оскар квалитета за успех у издаваштву 1998, признање које додељује Институт Европске уније (енгл. ICEPEC). Био је дугогодишњи председник скупштине Удружења издавача и књижара Југославије, СЦГ и Србије и члан Управног одбора поменутог удружења.
Издавачка кућа „Драганић" установила је 2013. године награду која је понела име њеног оснивача и једног од пионира српског издаваштва и додељује је сваке године књижевним ствараоцима и поклоницима књиге, чија су дела оставила племенити и непролазни траг у нашој култури.

## Галерија
- Сајам књига у Београду 2000. г., Миодраг Драганић са композитором Војиславом Вокијем Костићем и његовом супругом Вером Костић
- Гостовање Милорада Павића у књижари Драганић у Панчеву, 1999. године
- Сајам књига у Београду 1997, Миодраг Драганић представља своја издања делегацији Војске СРЈ